# Perdrix si-si
Ammoperdix griseogularis
Espèce
Statut de conservation UICN

 LC  : Préoccupation mineure
La Perdrix si-si (Ammoperdix griseogularis) est une espèce d'oiseaux de la famille des Phasianidae.

## Distribution
Sud-est de la Turquie, nord de l’Irak, nord de la Syrie, Iran, Afghanistan, ouest du Pakistan, sud du Turkménistan, sud-ouest du Kazakhstan, sud-est de l’Ouzbékistan, ouest du Tadjikistan.

## Sous-espèce
Aucune reconnue. Des sous-espèces ont été décrites, dont A. g. peraticus du nord-ouest de l’Afghanistan, mais les différences s’apparentent plus à un cline géographique d’ouest en est, les femelles devenant plus grises et plus fortement vermiculées vers l’est (Hennache & Ottaviani 2011).

## Habitat
La perdrix si-si fréquente les déserts rocailleux ou les zones semi-désertiques, relativement plates et à végétation éparse, en dessous de 100 m, mais on la rencontre parfois sur les plateaux montagneux jusqu’à 2 000 m. Elle évite les zones cultivées mais se tient presque toujours à peu de distance d’un point d’eau (Hennache & Ottaviani 2011).

## Alimentation
L’alimentation consiste en graines, surtout de graminées, de baies, d’insectes dont des fourmis, coléoptères et diptères.

## Mœurs
Cette perdrix vit en couples ou en compagnies familiales de quelques oiseaux. Plusieurs groupes peuvent se retrouver autour des points d’eau pour former des rassemblements de 20 à 40 oiseaux. Les compagnies se dispersent en couples à la fin de l’hiver. Il semblerait que des groupes composés uniquement de mâles subsistent en été, ce qui laisserait penser que la femelle élève seule ses jeunes. En cas d’envol, le bruit produit par les rémiges primaires est tout à fait caractéristique « sii-siii » ; il est d’ailleurs à l’origine du nom vernaculaire de cette espèce. Le vol est rapide, court, et les perdrix ne tardent pas à se reposer pour reprendre leur course (Hennache & Ottaviani 2011).

## Voix
Le chant du mâle, poussé du haut d’un roc, porte loin. Il s’agit d’une répétition de deux syllabes wouit div- wouit div. Le cri d’alerte est un son aigu répété rapidement bouit-bouit-bouit-bouit.

## Nidification
Cette espèce est probablement monogame. La saison de nidification commence en avril et se poursuit jusqu’en mi-juin. Le nid est une petite coupe garnie de quelques brins d’herbes, de feuilles, de plumes. Il est situé sur le sol nu ou à l’abri d’une touffe d’herbe ou d’une pierre (Hue & Etchecopar  1970).

## Statut, conservation
Cette perdrix n’est pas considérée comme menacée. Elle est localement commune en dépit de la chasse illégale qui représente un danger.